# Municipio de Edwards (Míchigan)
El municipio de Edwards (en inglés: Edwards Township) es un municipio ubicado en el condado de Ogemaw en el estado estadounidense de Míchigan. En el año 2010 tenía una población de 1413 habitantes y una densidad poblacional de 15,29 personas por km².

## Geografía
El municipio de Edwards se encuentra ubicado en las coordenadas 44°12′9″N 84°18′25″O / 44.20250, -84.30694. Según la Oficina del Censo de los Estados Unidos, el municipio tiene una superficie total de 92.41 km², de la cual 90,47 km² corresponden a tierra firme y (2,09 %) 1,93 km² es agua.

## Demografía
Según el censo de 2010, había 1413 personas residiendo en el municipio de Edwards. La densidad de población era de 15,29 hab./km². De los 1413 habitantes, el municipio de Edwards estaba compuesto por el 98,8 % blancos, el 0,07 % eran afroamericanos, el 0,14 % eran amerindios, el 0,21 % eran asiáticos, el 0,14 % eran de otras razas y el 0,64 % eran de una mezcla de razas. Del total de la población el 1,27 % eran hispanos o latinos de cualquier raza.